# Глохидий
Глохидий (от гръцки: glochis – връх на стрела, шип) е микроскопична ларвна форма при сладководните миди от семейства Unionidae и Margaritiferidae.
Ларвната форма има две миниатюрни черупки по чиито край се намират кукички. Храносмилателната система е редуцирана. Ларвите се излюпват в мантийната празнина, където презимуват. През пролетта мидата ги изтласква навън като се залавят за хрилете или кожата на преминаващи риби. На този етап от живота си мидата води паразитен начин на живот, който обаче и помага за разпространението в реките и особено нагоре по течението. Залавянето за хрилете и кожата става благодарение на кукичките. Извествно време след това глохидиите се отделят от рибата и падат на дъното, където се превръщат във възрастна форма.